# Hemerobius pinidumus
Hemerobius pinidumus är en insektsart som beskrevs av Fitch 1855. Hemerobius pinidumus ingår i släktet Hemerobius och familjen florsländor. Inga underarter finns listade i Catalogue of Life.